# Diệc lớn
Diệc lớn (danh pháp hai phần: Ardea alba) là một loài chim trong họ Diệc.

## Mô tả
Chúng có thân hình lớn với bộ lông toàn màu trắng. Chiều cao khi đứng lên tới 1 m, loài này có thể có chiều dài 80–104 cm và có sải cánh dài 131–170 cm (52–67 in). Cân nặng có thể dao động từ 700 đến 1.500 g (1,5-3,3 lb), với mức trung bình khoảng 1.000 g (2.2 lb).

## Phân bố
Phân bố ở hầu hết các khu vực ôn đới nhiệt đới và ấm hơn của thế giới, ở miền nam châu Âu, nó được thay địa hóa. Tại Bắc Mỹ loài chim phân bố rộng rãi, và nó là loài phổ biến trên Sun Belt của Hoa Kỳ và trong khu vực Tân nhiệt đới.

## Ăn uống
Diệc lớn tìm kiếm thức ăn trong vùng nước nông hoặc môi trường sống khô, chúng ăn chủ yếu là cá, ếch, các loài thú nhỏ, bò sát và thỉnh thoảng nhỏ và côn trùng, chúng đâm xuyên con mồi bằng chiếc mỏ sắc nhọn và giữ con mồi bị đâm xuyên bằng cách đứng yên một lát cho đến khi con mồi bất động thì nuốt

## Hình ảnh

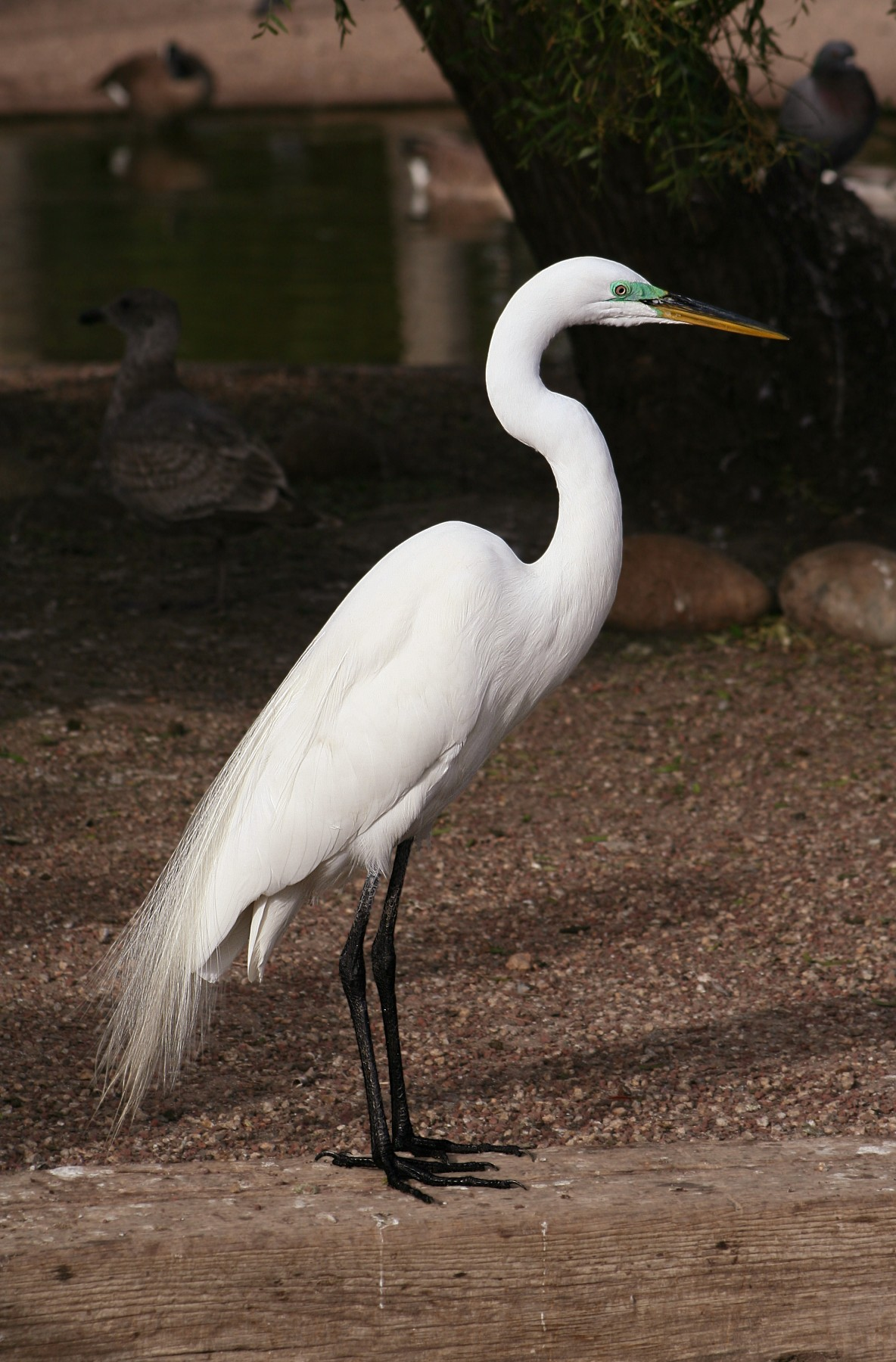
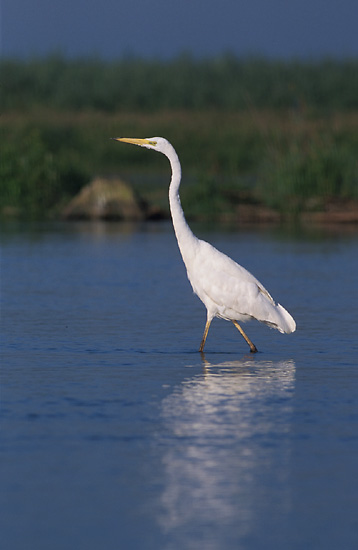
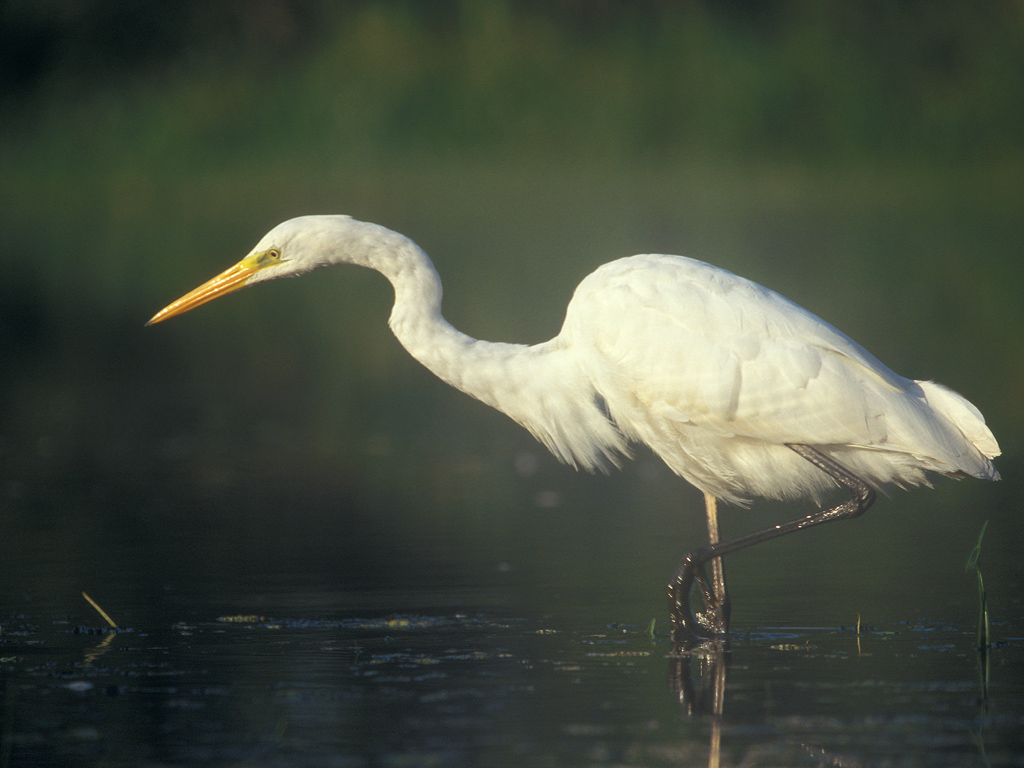
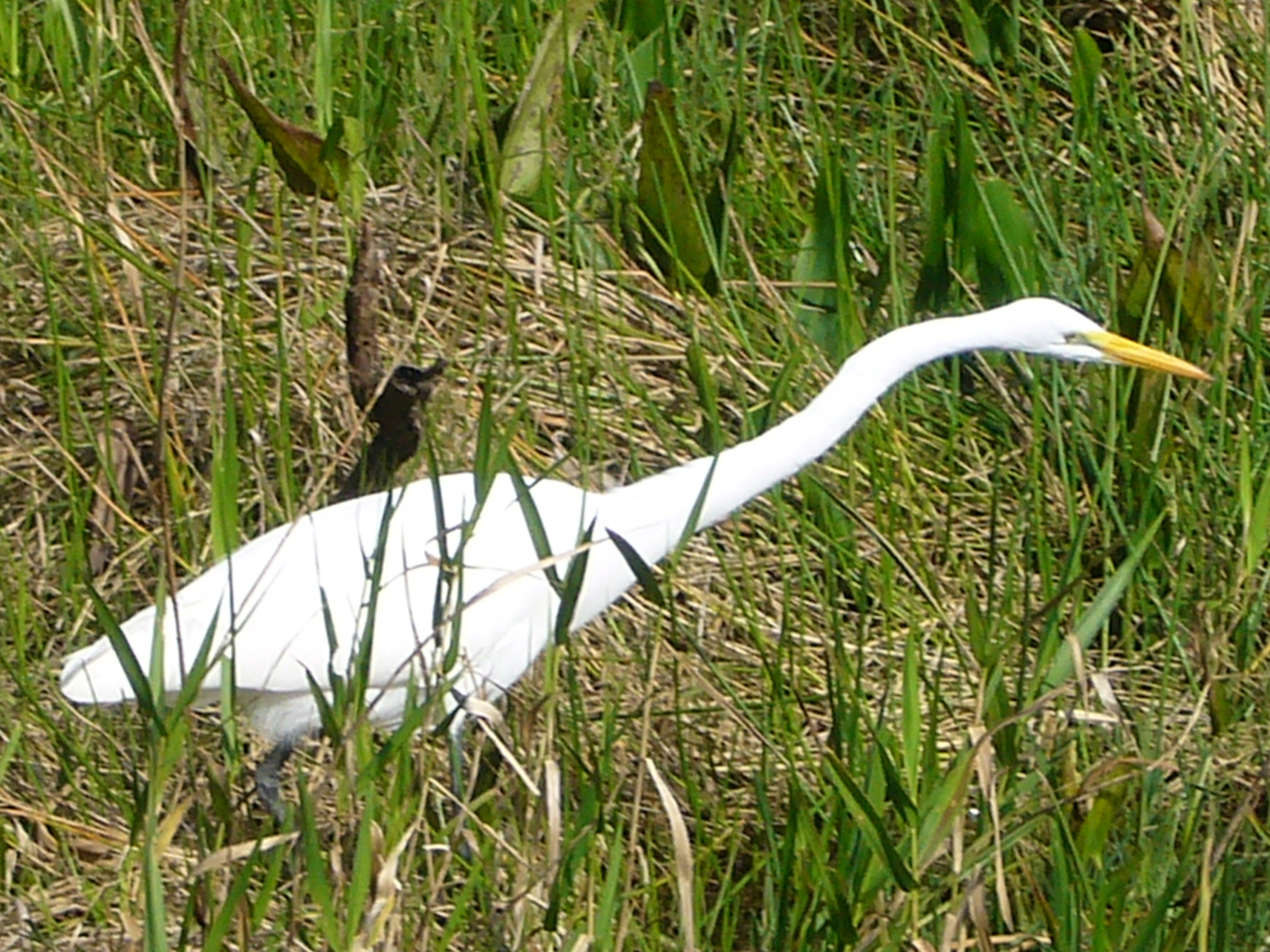
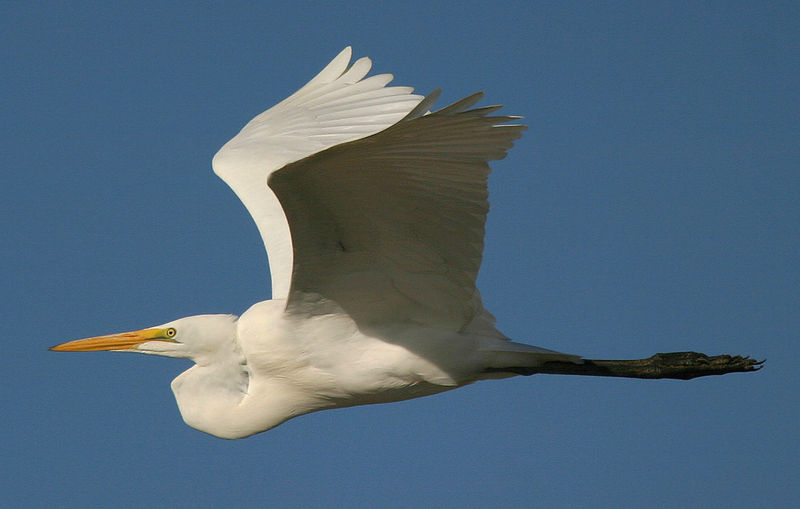
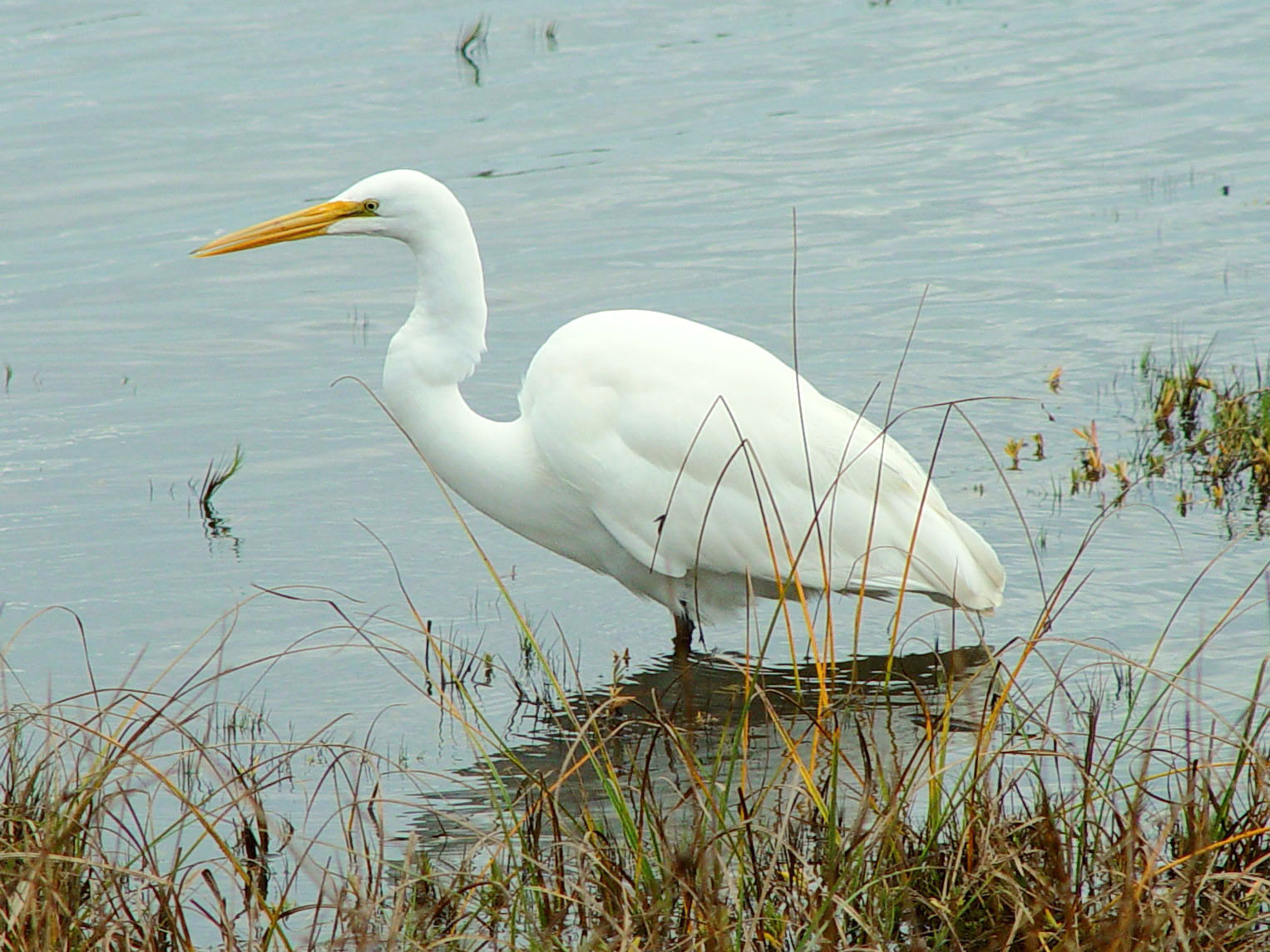
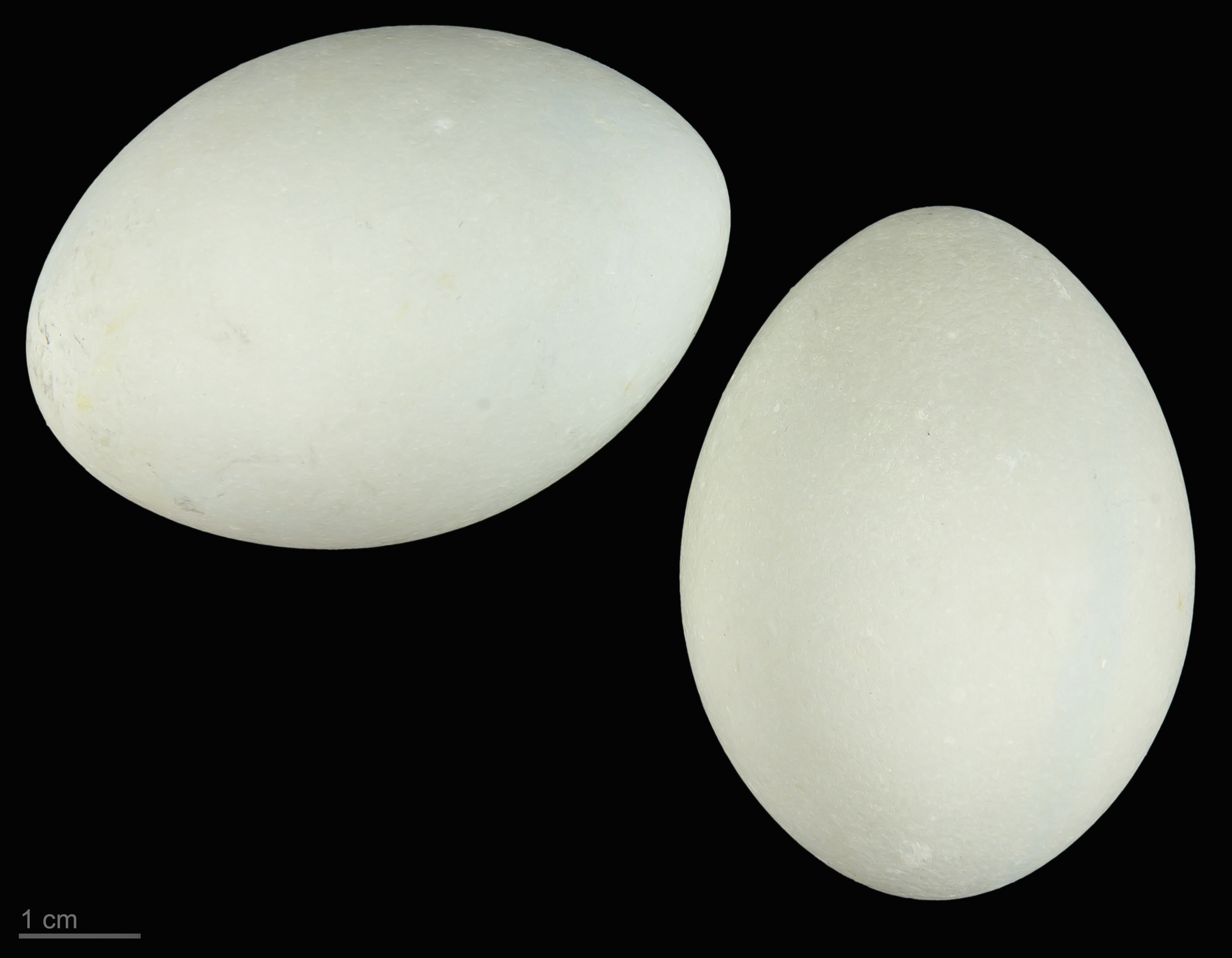
Museum specimen